# Gorazd Strlič
Gorazd Strlič, slovenski violončelist.
Gorazd Strlič je prvi violončelist orkestra Opere in baleta Maribor in profesor violončela na Konservatoriju za glasbo in balet v Mariboru. Violončelo igra od sedmega leta starosti. Nižjo in srednjo glasbeno šolo je zaključil pri profesorju Vladimirju Kovačiču na SGBŠ Maribor. Leta 2004 je diplomiral na Akademijo za glasbo v Ljubljani, pri prof. Cirilu Škerjancu, leta 2006 pa zaključil specialistični študij. Redno nastopa na festivalih kot solist in komorni glasbenik.

## Nagrade
Je dobitnik številnih nagrad tako v Sloveniji kakor tudi v tujini. Najbolj odmevne so: druga nagrada na tekmovanju v Lieznu, enkrat tretja in enkrat prva nagrada na državnem tekmovanju ter druga nagrada na tekmovanju Alpe Adria v Gorici. Je prejemnik Klasinčeve in študentske Prešernove nagrade. Že več let uspešno sodeluje na raznih festivalih (Glasbeni september, festival Ljubljana, festival Lent, komorni cikel Carpe Artem). Kot solist je večkrat nastopil z orkestrom Slovenske filharmonije in orkestrom SNG Maribor. Z nimi je izvedel Vivaldijev koncert za dva violončela, Haydnov koncert v C-duru, Stamizov koncert v G-duru, Deliusov dvojni koncert, Elgarjev koncert v e-molu, Dvorakov koncert v h molu, dvojni Brahmsov koncert za violino in violončelo ter leta 2023 krstno izvedel Golobov drugi koncert za violončelo in orkester. Od leta 2005 je prvi violončelist Orkestra Slovenskega narodnega gledališča v Mariboru. Zadnje čase se posveča komornemu muziciranju in poučevanju.